# Sagesse
« Sagesse » redirige ici.  Pour le livre biblique, voir Livre de la Sagesse.
Pour un article plus général, voir Philosophie.
La sagesse (équivalent en grec ancien σοφία / sophía) est un concept utilisé pour qualifier le comportement d'un individu, souvent conforme à une éthique, alliant la conscience de soi et des autres, la tempérance, la prudence, la sincérité, le discernement et la justice s'appuyant sur un savoir raisonné,.
Dans le domaine de la philosophie, la sagesse représente un idéal de vie vers lequel tendent les philosophes, « amoureux de la sagesse », qui « pensent leur vie et vivent leur pensée », à travers le questionnement et la pratique de vertus.
Les philosophes grecs différenciaient la sagesse théorique (sophia) de la sagesse pratique (phronèsis) : la vraie sagesse serait la conjonction des deux.
Le calme et la modération apparaissent fréquemment comme composantes de la sagesse dans les définitions académiques. L’usage retient parfois ces seules qualités lorsqu’il qualifie une personne de sage, comme pour un enfant lorsqu’il est obéissant et tranquille.

## Histoire

### Introduction
La sagesse a une histoire, forgée depuis des siècles par des hommes et des femmes illustres qui ont marqué leur temps, et que Roger-Pol Droit qualifie de « héros de la sagesse » : « Les sages sont des grandes figures antiques qui ont marqué l’évolution de l’humanité — des êtres exceptionnels, exemples d’accomplissement, ouvreurs de chemin à suivre. Bouddha, Socrate, Confucius, Lao-Tseu, Salomon et bien d’autres sont parvenus jusqu’à la sagesse. Ils l’ont incarnée et vécue. Mais pour y parvenir, ce fut pour chacun une succession d’épreuves et de combats où le principal adversaire, finalement, n’était que leur propre existence. Ces héros se sont vaincus eux-mêmes. Ils ont traversé et surmonté les doutes, désespoirs, erreurs et pièges du corps et de l’âme. Dans toutes les cultures, de manières évidemment diverses, on a célébré leurs exploits, chanté leur gloire, repris leurs gestes, répété leurs paroles ».

### Sagesse grecque
Chez les philosophes grecs ou dans la tradition orientale, la sagesse est l'idéal de la vie humaine. Elle peut se définir comme un état de réalisation qui s'appuie sur une connaissance de soi et du monde, s'accompagne d'un bonheur suprême et correspond à l'état de perfection le plus élevé que puisse atteindre l'humain et son esprit ; c'est le savoir-être heureux. Aristote a dit que « la sagesse ne peut être ni une science ni une technique », c'est un savoir-vivre.

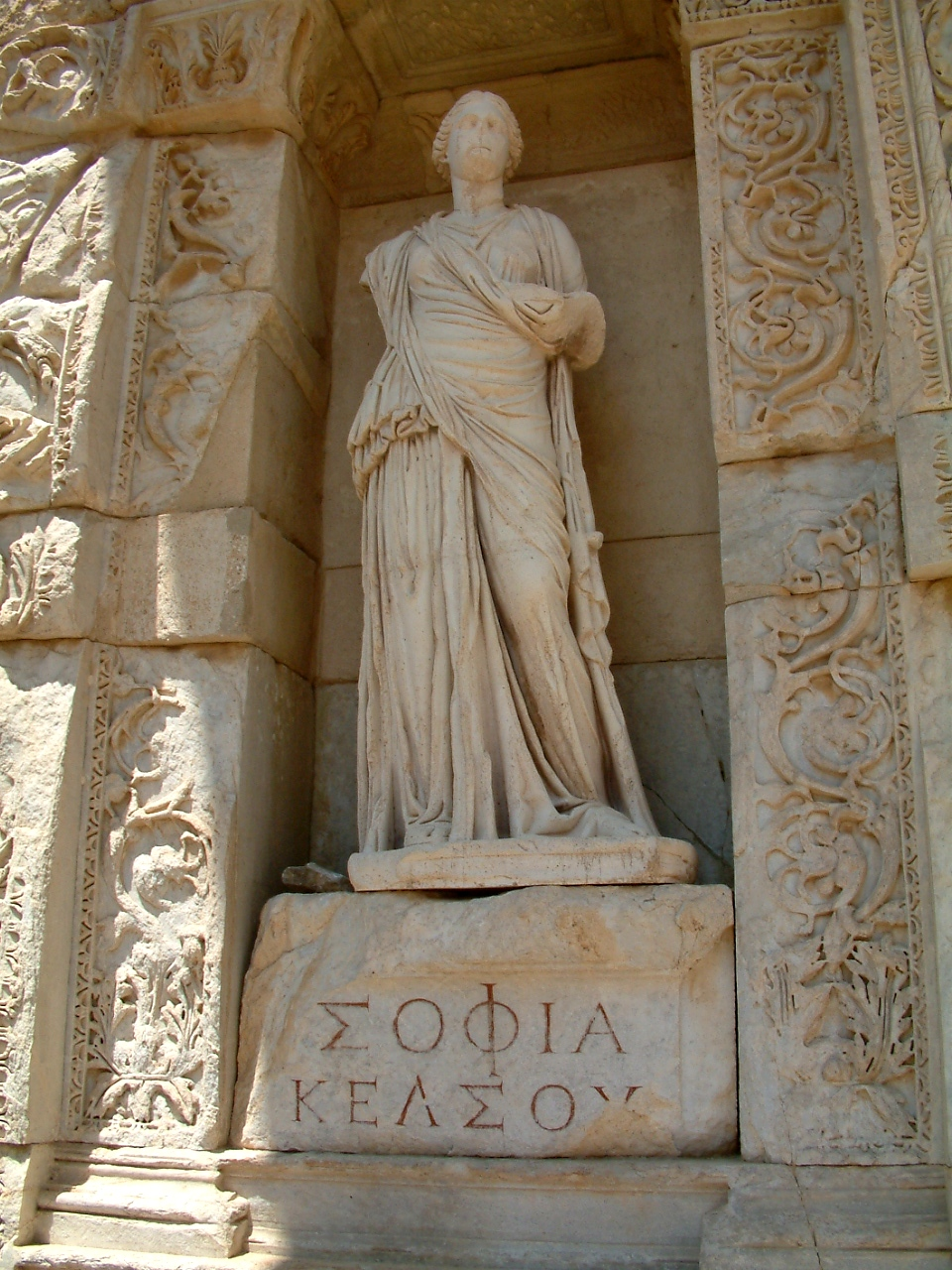
Personnification de la sagesse (« Σοφία » ou « Sophia ») à la Librairie de Celsus à Éphèse, Turquie.

Plusieurs courants de la philosophie antique ont proposé leurs définitions de cet état de sagesse et du parcours permettant d'y accéder. Elle peut être définie par « la vertu de la partie rationnelle de l'âme capable d'appréhender les Formes et, par-dessus tout, le Bien ».
Schopenhauer a considéré comme « la règle suprême de toute sagesse dans la vie » la proposition d'Aristote de son Éthique à Nicomaque (VII, 12) : « Le sage poursuit l’absence de douleur et non le plaisir ».
La sagesse telle que l'a pensée Socrate est en beaucoup d'aspects restée une base stable du modèle antique. Plusieurs courants ont par la suite repris, nuancé ou affiné ce concept. Les Stoïciens et les Épicuriens définissent la sagesse comme la maîtrise des désirs par la raison et la connaissance de ce qui est de notre ressort et de ce qui ne l'est pas. Les Sophistes évoquent la relativité de la vérité qui s'élabore dans le discours, dans le débat agonistique, dans le maniement de la rhétorique, de la logique et de la résolution des contradictions.
La sagesse Héraclite, parfois surnommé « Héraclite l'Obscur », propose des aphorismes qui mettent en lumière le perpétuel mouvement des choses. Ce changement constant des choses nous force constamment à renouveler les solutions qui apparaissent comme les plus adaptées, en tenant compte du contexte auquel on doit s'adapter (« Tu ne te baigneras pas deux fois dans le même fleuve ») par une connaissance de la raison des choses : « la sagesse consiste en une seule chose : connaître le logos qui agit toujours et partout ».
Chez les Académiciens, il s'agit de rechercher le Souverain Bien et Aristote propose avec prudence les activités contemplatives et théorétiques pour y arriver. Socrate prône la cogitation, l'humilité, l'acceptation de son ignorance et le respect absolu des lois de la cité, en l'occurrence : Athènes. Présocratique, Parménide examine dans un poème les chemins de l'être, celui du non-être et la possibilité d'un troisième chemin. Les Cyniques insistent sur la notion de joie individuelle, d'ascèse et de liberté : « Ôte-toi de mon soleil » disait ainsi à Alexandre le Grand le philosophe cynique Diogène de Sinope.

### Sagesse religieuse

#### Sagesse chrétienne

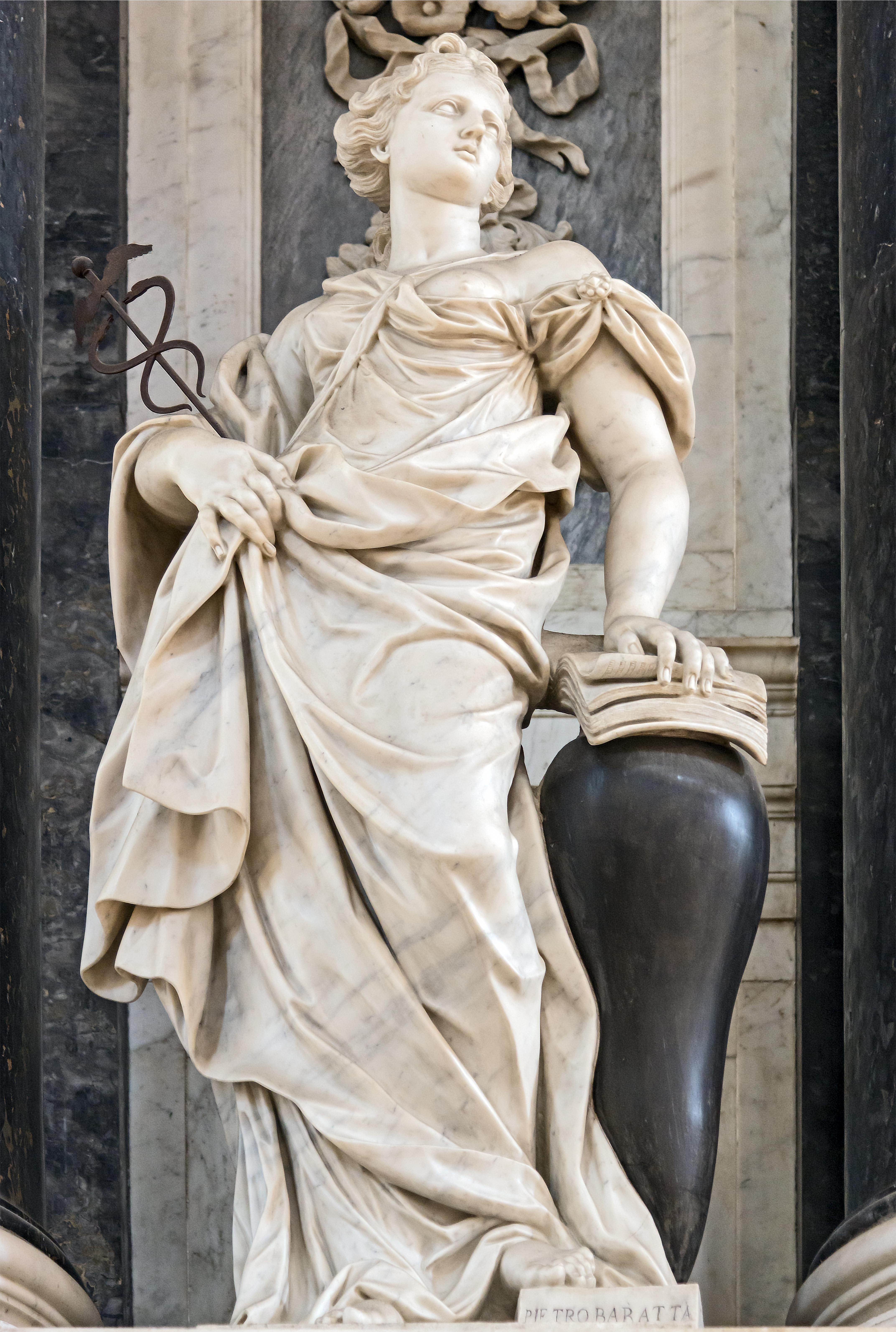
La Sagesse San Zanipolo Venise

La sagesse chrétienne de l'Antiquité tardive et du Moyen Âge n'échappe pas à cette ambiguïté ; les premiers moines comme les philosophes de divers cultes plus tardifs (saint Augustin, Avicenne, Maïmonide, saint Thomas d'Aquin…) ont visé, à travers leur foi religieuse, à l'idéal de sagesse, parfois en se référant explicitement aux philosophes gréco-romains. Nous pouvons en effet voir saint Thomas admirer Platon et Aristote de s'être élevés jusque-là.
Et les communautés monastiques ont elles aussi le plus souvent été fondées par des sages (au sens classique du terme). Les auteurs de certains livres de la Bible, Qohelet, l'Ecclésiaste, ainsi que le Livre des Proverbes, identifié au Roi Salomon ont beaucoup nourri les réflexions religieuses sur la sagesse. Selon la Bible, « Salomon, faîte de son prestige politique et intellectuel, reçoit la reine qui, ayant entendu parler de ses connaissances extraordinaires, vient l'éprouver par des énigmes. Il les résoudra, suscitant ainsi l'admiration de la femme et montrant l'origine divine de son pouvoir ».
La sagesse chrétienne est l'art de vivre, de se comporter tout au long de la vie et dans les diverses situations de l'existence. Dans la Bible, si la loi est constituée de commandements et définit les normes, ou présente des cas qui font jurisprudence, la littérature de la sagesse se fonde sur l'observation de la réalité du monde et de la société humaine, ainsi que le vécu, en visant l'application de la loi. Tout ne peut pas être codifié par la loi. Les écrits de sagesse procèdent autrement que la loi: ils peignent des portraits, décrivent des caractères, conseillent, orientent, envisagent diverses situations possibles, et les réactions à avoir ou les comportements à adopter dans ces situations. Donc, la sagesse chrétienne est la mise en œuvre, l'application de la loi aux situations diverses rencontrées dans l’expérience humaine (réf. Bible d’étude semeur 2000).
La sagesse chrétienne est aussi symbolisée par une vie contemplative, forme la plus haute de la vie humaine, s'accompagnant d'un commencement de béatitude, laquelle peut être défini comme une connaissance intellectuelle, du suprême intelligible, parfaite et assurée. Le terme de béatitude est inséparable de la notion d'intelligence, puisque être heureux, c'est connaître que l'on possède son propre bien : Cujus libet enim intellectualis naturae proprium bonum est beatitudo. Rien n'est donc finalement plus légitime qu'un ordre religieux de moines contemplatifs et enseignants.

#### Sagesse orientale
En Orient, mais aussi dans l'Occident antique, les sagesses sont parfois difficiles à distinguer des démarches religieuses, notamment parce qu'elles se pratiquent (ou ont été pratiquées) à l'échelle d'une communauté d'individus partageant la même pensée. Bouddha peut par exemple être regardé comme un maître de sagesse ou bien comme le fondateur d'une religion dont le noyau relève d'une sagesse transcendante (prajna). En Orient, la sagesse désigne spécifiquement la connaissance d'une réalité transcendante : le Tao du taoïsme, le brahman du Védanta, ou le nirvāna du bouddhisme. Cette connaissance (appelée selon les doctrines prajna, jnāna, Véda, wu wei) apporte tempérance, vertu et bonheur, mais n'est pas réductible à ces seules qualités, qui n'en sont que la manifestation.
Ces considérations de sagesse ne sont pas exclusives à la pensée religieuse. On les retrouve chez des auteurs aussi divers que le philosophe Confucius ou chez Lao Tseu, le prince et dramaturge indien Sudraka, le poète et mathématicien persan Omar Khayyam.

### Sagesse moderne et post-moderne
À partir du XVIe siècle, des mouvements comme l'Humanisme et plus tard la Philosophie des Lumières vont progressivement instituer d'autres sagesses, proposant d'améliorer la condition humaine par la foi en la raison, au détriment des dogmes religieux. Montaigne incarne le retour de la sagesse antique, avec un scepticisme qui emprunte essentiellement à l'hédonisme épicurien d'un amour simple de la vie.
Spinoza incarne la sagesse d'une raison scientifique qui affirme sa puissance d'amour et de joie face au désordre souffrant des passions. Nietzsche propose de revenir à la conception héraclitéenne d'une sagesse tragique fondée sur l'approbation de la réalité (amor fati : l'amour du destin). Au XIXe siècle, les Positivistes comme Auguste Comte vont spécifiquement se tourner vers le progrès technique et associer la sagesse à la science, suscitant des réactions de la part des religieux et des mystiques.
Toutefois, et alors même que l'individualisme se développait dans les sociétés d'Occident, les sagesses (en tant que voies d'amélioration de l'Homme par l'individu) déclinaient au même moment, supplantées par des doctrines visant à apaiser les passions du genre humain au moyen de solutions globales, souvent d'ordre économique et/ou politique (libéralisme, socialisme, communisme, anarchisme…).
La faillite, ou du moins la forte remise en cause de ces systèmes, de même que la prise de conscience autour de certains problèmes (comme la dégradation de l'environnement par la société matérialiste), ont conduit, depuis quelques décennies, à un regain d'intérêt pour les « sagesses », au sens classique du terme, c'est-à-dire les voies permettant à l'individu de s'améliorer au moyen d'un mode de vie équilibré et d'un certain contrôle de ses passions vis-à-vis du monde extérieur.
La quête de sagesse quand elle est liée à des phénomènes de masse n'est cependant pas à l'abri de certaines déconvenues comme dans le mouvement hippie des années 1960-70, ou de dérives mercantiles voire malhonnêtes, cf certaines « sectes », mais d'authentiques maîtres spirituels continuent de fournir des enseignements de sagesse, tels Swami Prajnanpad et son disciple français Arnaud Desjardins, ou des penseurs éducateurs comme Krishnamurti. Après une certaine phase de désintérêt de la part des philosophes, la sagesse redevient aujourd'hui un sujet central de la réflexion contemporaine : La Sagesse des modernes (André Comte-Sponville et Luc Ferry), Principes de sagesse et de folie (Clément Rosset).

### Sagesse populaire
La sagesse populaire désigne parfois le « bon sens » ou la capacité à faire des choix apparemment justes, une sagesse pratique de la vie qui ne se fonde pas nécessairement sur des préceptes philosophiques ou religieux.